# 松井三都男
松井 三都男（まつい みつお）は、日本の金属加工技術者、へら絞り職人。

## 略歴
子供の頃から難聴の障害を持ち、定時制高等学校に入学したが中途退学。上京して工場に就職するが、18歳の時に機械操作を誤って左手の指を3本切断する。その後、誤差が僅か100分の3ミリといわれるほどの技術を身に付け、H-IIAロケットや航空機などの金属部品の製造に携わる。2009年、定年退職するが、再雇用される。2010年時点で北嶋絞製作所に勤務しており、へら絞り職人歴は40年以上に渡る。

## テレビ出演
- 2009年1月6日 - 『プロフェッショナル 仕事の流儀・第105回「腕一本、それが男の 生きる道」』
  - 10月17日 - 『職のプライド - ニッポンを支える仕事人 - 「職人 松井三都男」』
- 2010年3月27日 - 『NEWS ZERO特別版・山田太一×渡辺謙 密着！「遠まわりの雨」』

## 関連書籍
- 2010年 - 『プロフェッショナル 仕事の流儀Ⅱ 2008-2009』 NHK「プロフェッショナル」制作班（著） ISBN 978-4-591-11532-9

## 参考資料
- 『プロフェッショナル 仕事の流儀』（NHK総合テレビジョン）2009年1月6日放送